# Banaszki
Banaszki (Duits: Bannaskeim) is een plaats in het Poolse district  Kętrzyński, woiwodschap Ermland-Mazurië. De plaats maakt deel uit van de gemeente Kętrzyn en telt 40 inwoners.